# رابین هاردی
رابین هاردی (انگلیسی: Robin Hardy؛ (زادهٔ ۲ اکتبر ۱۹۲۹-درگذشتهٔ ۱ ژوئیهٔ ۲۰۱۶) یک نویسنده، کارگردان، هنرپیشه، آهنگساز و فیلم‌نامه‌نویس اهل بریتانیا بود. از آثار او می‌توان به مرد حصیری (۱۹۷۳) اشاره‌کرد.